# Айтеке-бі (село)
Айте́ке-бі (каз. Әйтеке би) — село у складі Сайрамського району Туркестанської області Казахстану. Входить до складу Карасуського сільського округу.
До 2000 року село називалось Кизилкістау.
Населення — 1515 осіб (2021; 600 у 2009, 513 у 1999, 491 у 1989).
26 березня 2015 року до села було приєднано територію площею 1,56 км².